# Ciclo combinado

Esquema del funcionamiento de una central de ciclo combinado
1.-Generadores eléctricos
2.-Turbina de vapor
3.-Condensador.
4.-Bomba impulsora
5.-Intercambiador de calor
6.-Turbina de gas

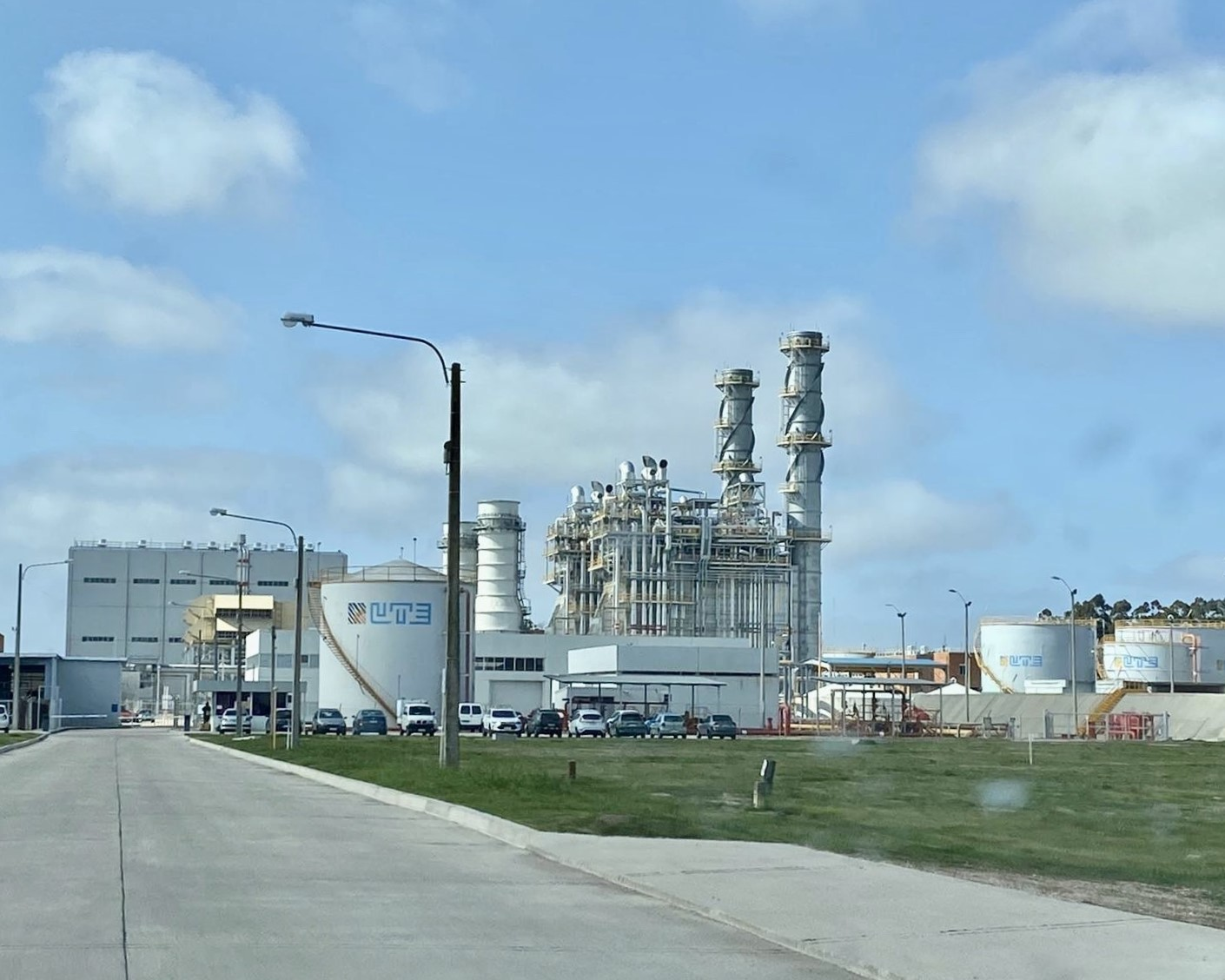
Central de ciclo combinado de Punta del Tigre, en Uruguay.

Se denomina ciclo combinado en la generación de energía a la coexistencia de dos ciclos termodinámicos en un mismo sistema, uno cuyo fluido de trabajo es un gas que entra en combustión o quema, y otro cuyo fluido de trabajo es vapor de agua a presión. En la propulsión de buques se denomina ciclo combinado al sistema de propulsión COGAS.

## Central termoeléctrica de ciclo combinado
Una central de ciclo combinado es una central eléctrica en la que la energía térmica del combustible se transforma en electricidad mediante dos ciclos termodinámicos: el correspondiente a una turbina de gas, generalmente gas natural, mediante combustión (ciclo Brayton) y el convencional de agua/turbina de vapor (ciclo de Rankine).
El funcionamiento de una central de ciclo combinado es algo más complejo que el de las centrales convencionales. En primer lugar, se quema gas natural en una cámara de combustión y se hace pasar por una turbina de gas conectada a un alternador. Los gases calientes ya turbinados se aprovechan para calentar agua y convertirla en vapor en un recuperador de calor. Este vapor se hace pasar por una segunda turbina conectada a otro alternador, de forma que ambos generan energía eléctrica.

## Ciclo combinado a condensación

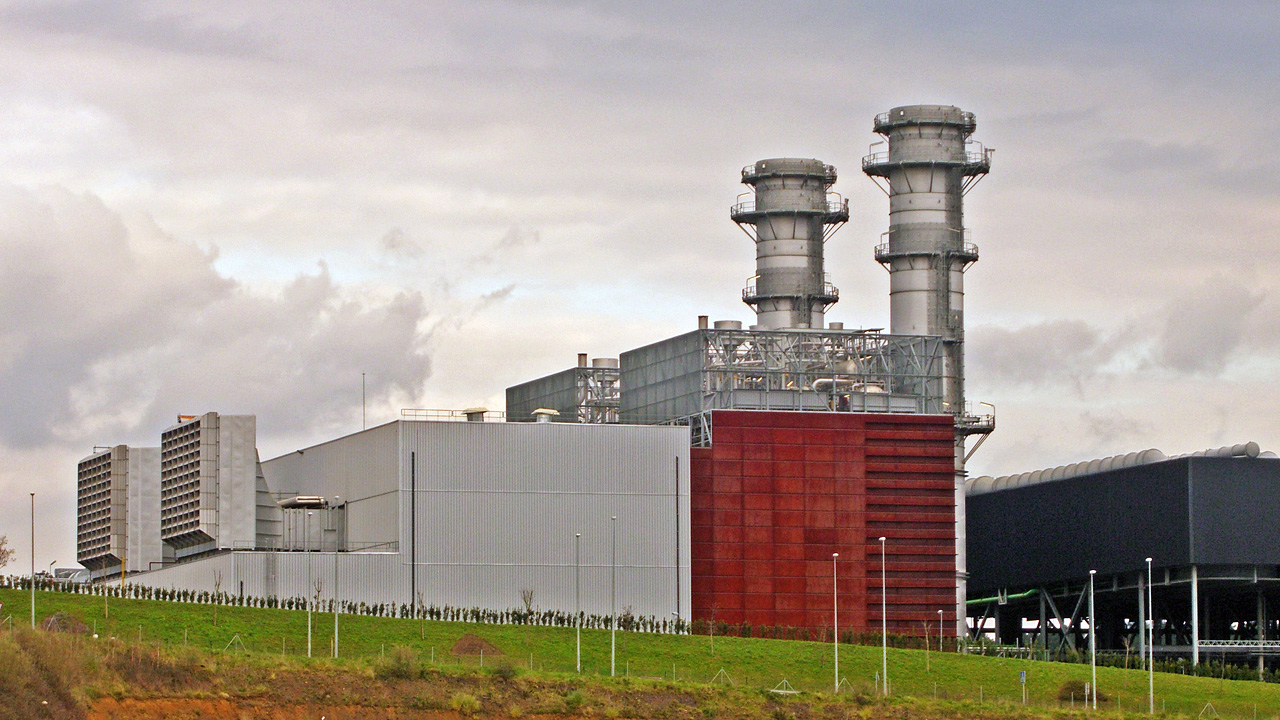
Central de ciclo combinado de Boroa, en Amorebieta (España).

Una variante del ciclo combinado de contrapresión clásico es el ciclo combinado a condensación, que se realiza en procesos estrictamente cogenerativos. Se basa en una gran capacidad de regulación ante demandas de vapor muy variables.
El proceso clásico de regulación de una planta de cogeneración consiste en evacuar gases a través del bypass cuando la demanda de vapor es menor a la producción y utilizar la post-combustión cuando sucede lo contrario.
Bajando sensiblemente su potencia, no se consigue adaptarla a la demanda de vapor, debido a una importante bajada en el rendimiento de recuperación, ya que los gases de escape mantienen prácticamente su caudal y bajan ostensiblemente su temperatura. Por ello, las pérdidas de calor se mantienen prácticamente constantes, y la planta deja de cumplir los requisitos de rendimiento.

## Cogeneración
Los sistemas de intercambio de cogeneración son sistemas de producción en los que se obtiene simultáneamente energía eléctrica y energía térmica útil partiendo de un único combustible.
Al generar electricidad con un motor generador o una turbina, el aprovechamiento de la energía primaria del combustible es del 25% al 35%. El resto se pierde en forma de calor. Al cogenerar, se puede llegar a aprovechar del 70% al 85% de la energía que entrega el combustible. La mejora de la eficiencia térmica de la cogeneración se basa en aprovechar el calor residual de los sistemas de refrigeración de los motores de combustión interna al generar electricidad, utilizando el calor para calefacción.
El gas natural es la energía primaria más utilizada para el funcionamiento de las centrales de cogeneración de electricidad. También se pueden utilizar fuentes de energía renovables y residuos como biomasa o residuos que se incineran.
Además, esta tecnología reduce el impacto ambiental, porque aprovecha mejor la energía primaria. Si para producir una unidad eléctrica por medios convencionales se necesitan 3 unidades térmicas, mientras que en cogeneración se necesitan 1,5 unidades, la cantidad total de agentes contaminantes emitidos disminuirá en un 50%.
Este procedimiento tiene aplicaciones tanto industriales como en ciertos edificios singulares, en los que el calor puede emplearse para calentar u obtener agua caliente sanitaria, como por ejemplo ciudades universitarias, hospitales, etc.
Con estos sistemas se mejora la eficiencia energética, produciendo más energía con el mismo combustible. Por tanto, se consigue un ahorro de este y también disminuir las emisiones de CO2.